# Parinoush Saniee
Parinoush Saniee   (Teheran, 1949) en persa: پرینوش صنیعی, és una sociòloga, psicòloga i novel·lista feminista iraniana. La seua novel·la El llibre del meu destí (2003), inspirada en la història de les dones que van viure la Revolució iraniana durant la seua adolescència, s'ha traduït a 26 idiomes i ha esdevingut l'obra literària amb el major nombre de traduccions d'una persona persa viva.

## Trajectòria
Va nàixer en el si d'una família erudita. Estudià psicologia en la Universitat de Teheran, i s'hi doctorà. Des del que ella mateixa reconeix com una «posició privilegiada» començà una recerca acadèmica que amb el temps va adquirir la forma de novel·la. Tenia trenta anys quan s'inicià la Revolució Islàmica a l'Iran; treballava llavors en la seua tesi doctoral als Estats Units, però les circumstàncies l'obligaren a tornar a casa. Abans de la revolució treballava com a investigadora per al govern. Sovint diu que es considera més investigadora que novel·lista:
| «                  | Jo no soc pas escriptora, sinó investigadora; tota la vida he treballat com a sociòloga, psicòloga i terapeuta familiar, i m'he adonat que hi ha una generació de dones que no tingué oportunitats i que, així i tot, ho van donat tot; carregaren amb massa responsabilitats: mantenir la família enmig de la revolució, treballar fora quan no hi havia cap home; perdre els fills en la guerra o l'exili. Van donar tant d'elles, se sacrificaren tant, que s'oblidaren d'elles mateixes. I m'hi he sentit obligada. La majoria s'havien casat entre els 14 i 18 anys, sense conèixer els marits, i quan tenien el cor en un altre lloc, en algun xic de camí a l'escola. | » |
| — Parinoush Saniee | |   |

### El llibre del meu destí
La seua novel·la és el fruit de la seua recerca. El llibre del meu destí (2003) parla sobre la generació de dones que van viure la Revolució islàmica durant la seua adolescència. Hi narra la història d'una xiqueta que vol estudiar per a donar veu a les dones iranianes oprimides pel fanatisme religiós. El destí de Masumeh va unit a les tradicions ancestrals, al sotmetiment als hòmens de la seua família, a un matrimoni imposat, als ideals polítics del marit, a la Revolució iraniana, a la lluita per tirar endavant la seua família, a la renúncia sistemàtica de les seues necessitats per a satisfer les necessitats i els desigs dels altres. El personatge reuneix les històries que Saniee havia escoltat dels seus pacients i col·legues.
El 2003 s'editen 3.000 còpies de la novel·la. L'arribada al poder de Mahmud Ahmadinejad el 2005 suposà prohibicions per a la novel·la, que se superaren gràcies a la pressió d'alguns autors i editors. Entre ells, la premi Nobel de la Pau Shirin Ebadi. La novel·la fou traduïda a 26 idiomes i és l'obra literària amb el major nombre de traduccions d'una persona persa viva.

## Vida personal
És mare de dos fills, i tots dos viuen fora de l'Iran.

## Premis
- 2010 Premi Bocaccio a la millor novel·la estrangera a Itàlia.[6]